# Кампањано (Варезе)
Кампањано је насеље у Италији у округу Варезе, региону Ломбардија.
Према процени из 2011. у насељу је живело 132 становника. Насеље се налази на надморској висини од 607 м.